# Edward Natapei
Edward Nipake Natapei Tuta Fanua`araki (17 de julio de 1954 - 27 de julio de 2015) fue un político de Vanuatu que ocupó el cargo de primer ministro de Vanuatu desde el 16 de junio de 2011 al 26 de junio de ese año. Ya había ocupado el cargo en dos ocasiones, del 13 de abril de 2001 al 29 de julio de 2004 y del 22 de septiembre de 2008 al 2 de diciembre de 2010. Natapei ocupó brevemente el cargo de ministro de Asuntos Exteriores en 1991, Presidente de Vanuatu en funciones desde el 2 de marzo de 1999 al 24 de marzo de ese mismo año (mientras era presidente del parlamento), primer ministro desde 2001 hasta 2004 y por último segundo del primer ministro. Fue el líder y presidente del Vanua'aku Pati, un partido político socialista y anglófono.

## Carrera política
Natapei fue elegido para el Parlamento de Vanuatu por primera vez en 1983. En 1996, fue nombrado portavoz del parlamento y en 1999 Presidente del Vanua'aku Pati. En una votación parlamentaria llevada a cabo el 25 de noviembre de 1999, Natapei partía como candidato para la elección como primer ministro, pero fue derrotado por Barak Sopé por 28 votos contra 24. Pero el 13 de abril de 2001 Sopé perdió una moción de censura, por lo que Natapei fue nombrado primer ministro por 27 votos a favor y uno en contra. Tras las elecciones de mayo de 2002, Natapei consiguió mantener el cargo de primer ministro. A pesar de que su partido obtuvo malos resultados en las elecciones de julio de 2004, Natapei fue reelegido como miembro del parlamento con el mayor número de votos en su distrito electoral de Port Vila. Como miembro parlamentario, apoyó la candidatura de a primer ministro de Ham Lini. Sin embargo, Lini fue derrotado por Serge Vohor. Tras un conflicto por el establecimiento de relaciones diplomáticas sin el consentimiento del parlamento, Vohor fue depuesto en una moción de censura, lo que permitió a Lini ser elegido primer ministro. Este ofreció a Natapei el cargo de presidente del parlamento, cargo que Natapei rechazó en favor de Sam Dan Avock.
Posteriormente, en julio de 2005, Lini nombró a Natapei ministro de Infraestructuras y Servicios Públicos. Mientras, hubo una escisión en el Vanua'aku Pati, que resultó en la reelección de Natapei como presidente del partido, por una votación de 124 votos contra 67 votos para su rival Sela Molisa. A finales de julio de 2007, fue nombrado de nuevo ministro de Servicios Públicos, relevando en el puesto a Serge Vohor, y segundo del primer ministro.

## Primer ministro
Natapei fue elegido primer ministro el 22 de septiembre de 2008 por el parlamento tras tres semanas de negociaciones resultado de las elecciones del 2 de septiembre. Natapei obtuvo 27 votos sobre los 52 posibles, obteniendo el cargo de primer ministro por segunda vez. La victoria sobre su rival, el también ex primer ministro y líder del Partido Republicano de Vanuatu Maxime Carlot Korman, fue muy ajustada, ya que este consiguió 25 votos. De esta forma, Natapei sucede a Ham Lini como primer ministro y presidirá un gobierno de coalición que incluye a su partido el Vanua'aku Pati, así como al Partido Unido Nacional, políticos independientes y partidos menores como el Namangi Aute.
Natapei prometió continuar con las políticas y reformas de su predecesor, y ha anunciado que las políticas principales de su gobierno incluirán la transparencia, el buen gobierno y la lucha contra la corrupción.
En diciembre de 2010 tuvo que dejar el cargo al perder una moción de censura y fue sustituido por Sato Kilman. Sin embargo, en junio de 2011 el Tribunal Supremo consideró ilegal esa votación, al no haber sido secreta, por lo que Natapei volvió al poder de forma interina hasta que se eligiera un nuevo primer ministro, aunque declaró que el no se presentaría a esa votación que enfrentaría a Serge Vohor y a Kilman. Una de sus primeras medidas como primer ministro interino fue cancelar el reconocimiento de la independencia de Abjasia.
El 26 de junio se eligió de nuevo a Kilman como primer ministro, por 29 votos contra los 23 de Vohor, dejando el cargo Natapei.

## Muerte
Natapei murió el 27 de julio de 2015.